# Cressy-sur-Somme
Cressy-sur-Somme ist eine französische Gemeinde mit 174 Einwohnern (Stand 1. Januar 2022) im Département Saône-et-Loire in der Region Bourgogne-Franche-Comté (vor 2016 Bourgogne). Sie gehört zum Arrondissement Charolles (bis 2017 Autun) und zum Kanton Gueugnon (bis 2015 Issy-l’Évêque). Die Einwohner werden Cressyçois genannt.

## Geographie
Cressy-sur-Somme liegt etwa fünfzig Kilometer südwestlich von Autun an der Somme. Nachbargemeinden von Cressy-sur-Somme sind Ternant im Norden, Tazilly im Nordosten, Marly-sous-Issy im Osten und Nordosten, Grury im Süden und Osten, Maltat im Südwesten sowie Saint-Seine im Westen.

## Bevölkerungsentwicklung
| Jahr                      | 1962 | 1968 | 1975 | 1982 | 1990 | 1999 | 2006 | 2013 |
| Einwohner                 | 381  | 386  | 295  | 286  | 234  | 211  | 227  | 195  |
| Quelle: Cassini und INSEE |      |      |      |      |      |      |      |      |

## Sehenswürdigkeiten

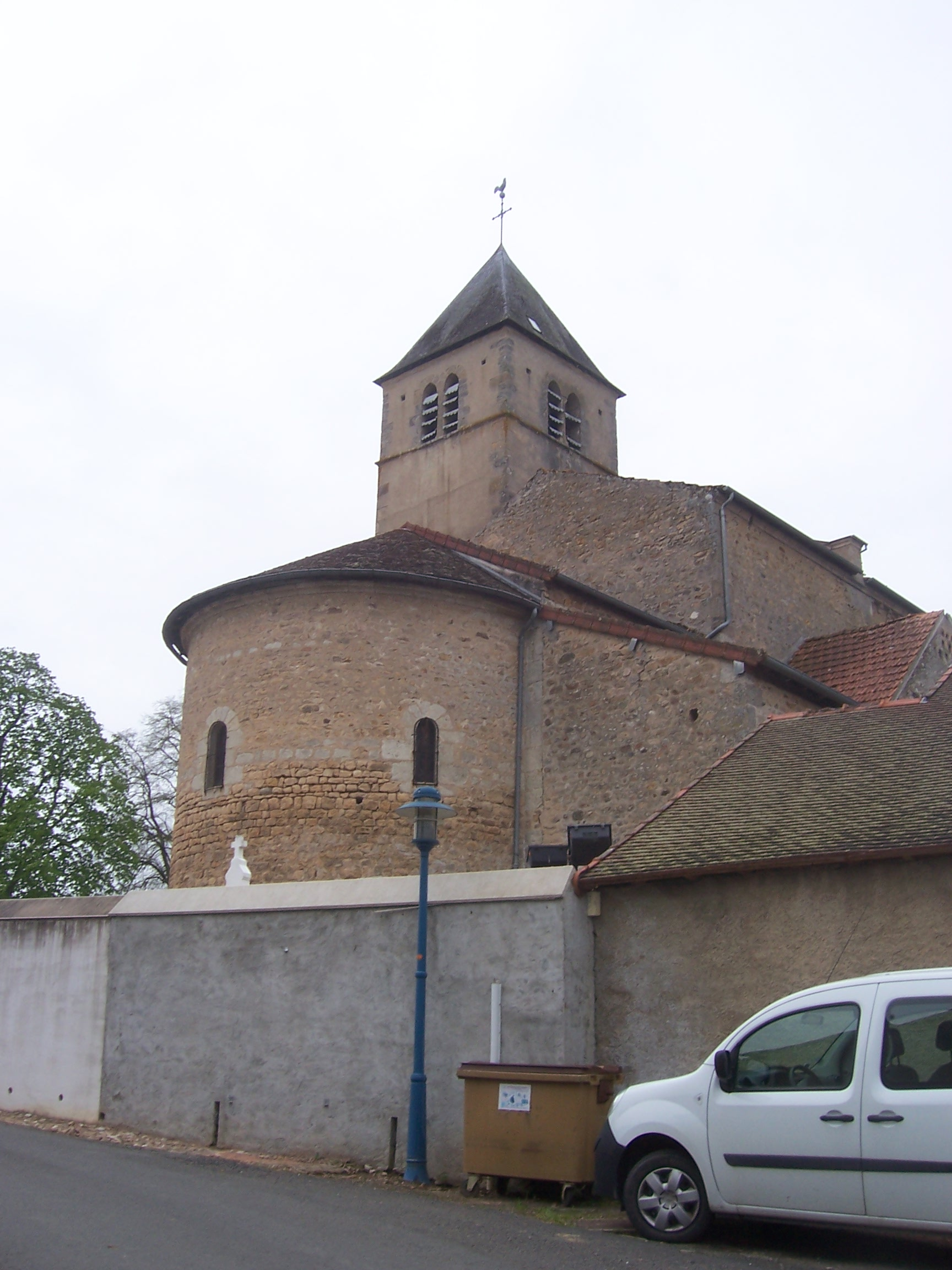
Kirche Saint-Martin

- Kirche St-Martin